# Jana Fett
Jana Fett (hr[jâna fêt, jǎː-]; n. 2 noiembrie 1996, Zagreb, Croația) este o jucătoare de tenis croată.

## Cariera
Pe 2 octombrie 2017, Fett a atins cea mai înaltă poziție a ei în clasamentul mondial feminin de simplu: nr. 97, iar pe 30 octombrie 2017 a obținut cea mai bună clasare la dublu: nr. 357. Fett a câștigat cinci turnee de simplu și patru turnee de dublu în circuitul feminin ITF.
În circuitul junioarelor cea mai înaltă clasare a Janei Fett a fost locul 12, pe care l-a atins pe 24 februarie 2014. Ea a fost finalistă la competiția de junioare de la turneul Australian Open din 2014, fiind învinsă în finală de Elizaveta Kulicikova.
Cel mai important titlu câștigat de Fett a fost la turneul Dunlop 2015 World Challenge, unde a învins-o pe Luksika Kumkhum în finală.
La turneul Hobart International din 2017 s-a calificat pentru prima dată pe pe tabloul principal al unui turneu WTA. Ea a pierdut apoi în semifinale la viitoarea campioană Elise Mertens, care venise și ea din calificări.
Mai târziu în acel an, ea a ajuns să joace a doua semifinală WTA în turneul Japan Women's Open,trecând iarăși prin calificări și având prima victorie împotriva unei jucătoare din top 20 Kristina Mladenovic, cap de serie nr. 1. Ea a pierdut apoi în fața jucătoarei Miyu Kato, venită din calificări, după ce nu a reușit să câștige o minge de meci. Datorită acestui rezultat a intrat pentru prima dată în top 100.
La turneul Australian Open din 2008, ea a jucat în runda a doua împotriva capului de serie nr. 2 Caroline Wozniacki și a avut două mingi de meci, conducând cu 40/15 la 5-1 în setul al treilea. Cu toate acestea, ea a pierdut acest ghem și următoarele cinci gameuri, pierzând în cele din urmă meciul. Wozniacki a câștigat ulterior primul ei turneu de Mare Șlem.

## Finale de turnee de Mare Șlem pentru junioare

### Simplu junioare
| Rezultat  | An   | Turneu          | Suprafață | Oponent              | Scor     |
| --------- | ---- | --------------- | --------- | -------------------- | -------- |
| Finalistă | 2014 | Australian Open | Hard      | Elizaveta Kulicikova | 2-6, 1-6 |

## Finale ITF

### Simplu (5-2)
| Legendă             |
| ------------------- |
| Turnee de 100.000 $ |
| Turnee de 75.000 $  |
| Turnee de 50.000 $  |
| Turnee de 25.000 $  |
| Turnee de 15.000 $  |
| Turnee de 10.000 $  |

| Suprafață     |
| ------------- |
| Hard (3-1)    |
| Zgură (1-1)   |
| Iarbă (0-0)   |
| Carpetă (1-0) |

| Rezultat     | Nr. | Dată              | Turneu                       | Suprafață   | Oponentă           | Scor          |
| ------------ | --- | ----------------- | ---------------------------- | ----------- | ------------------ | ------------- |
| Câștigătoare | 1.  | 25 august 2014    | Ostrava, Cehia               | Zgură       | Lenka Kunčíková    | 6–4, 6–3      |
| Finalistă    | 1.  | 8 septembrie 2014 | Bol, Croația                 | Zgură       | Iva Mekovec        | 4–6, 1–6      |
| Câștigătoare | 2.  | 22 decembrie 2014 | İstanbul, Turcia             | Hard (i)    | Olga Ianciuk       | 6–2, 6–4      |
| Câștigătoare | 3.  | 6 aprilie 2015    | Dijon, Franța                | Hard (i)    | Marianna Zakarliuk | 6–3, 6–4      |
| Finalistă    | 2.  | 26 octombrie 2015 | Istanbul, Turcia             | Hard (i)    | Ivana Jorović      | 3–6, 5–7      |
| Câștigătoare | 4.  | 2 noiembrie 2015  | Loughborough, Marea Britanie | Hard (i)    | Cristiana Ferrando | 6–2, 6–1      |
| Câștigătoare | 5.  | 29 noiembrie 2015 | Toyota, Japonia              | Carpetă (i) | Luksika Kumkhum    | 6–4, 4–6, 6–4 |

### Dublu (4-3)
| Legenda             |
| ------------------- |
| Turnee de 100.000 $ |
| Turnee de 75.000 $  |
| Turnee de 50.000 $  |
| Turnee de 25.000 $  |
| Turnee de 15.000 $  |
| Turnee de 10.000 $  |

| Suprafață     |
| ------------- |
| Hard (2-2)    |
| Zgură (1-1)   |
| Iarbă (0-0)   |
| Carpetă (1-0) |

| Rezultat     | Nr. | Dată              | Turneu                 | Suprafață | Parteneră            | Oponente                          | Scor                   |
| ------------ | --- | ----------------- | ---------------------- | --------- | -------------------- | --------------------------------- | ---------------------- |
| Finalistă    | 1.  | 14 aprilie 2013   | Bol, Croația           | Zgură     | Bernarda Pera        | Barbora Krejčíková Polina Leikina | 3–6, 3–6               |
| Câștigătoare | 1.  | 31 martie 2014    | Sharm el-Sheikh, Egipt | Hard      | Oleksandra Korașvili | Ola Abou Zekry Mayar Sherif       | 6–4, 7–5               |
| Câștigătoare | 2.  | 18 august 2014    | Vinkovci, Croația      | Zgură     | Adrijana Lekaj       | Lilla Barzó Ágnes Bukta           | 6–3, 7–5               |
| Câștigătoare | 3.  | 22 decembrie 2014 | İstanbul, Turcia       | Hard (i)  | Adrijana Lekaj       | Ayla Aksu İpek Soylu              | 6–3, 6–4               |
| Finalistă    | 2.  | 16 martie 2015    | Oslo, Norvegia         | Hard (i)  | Adrijana Lekaj       | Justyna Jegiołka Eva Wacanno      | 1–6, 1–6               |
| Finalistă    | 3.  | 31 octombrie 2015 | Istanbul, Turcia       | Hard (i)  | Cristina Dinu        | Bașak Eraydın Polina Leikina      | 5–7, 7–6(7–2), [5–10]  |
| Câștigătoare | 4.  | 23 octombrie 2016 | Hamamatsu, Japonia     | Carpetă   | Ayaka Okuno          | Hsu Chieh-yu Justyna Jegiołka     | 4–6, 7–6(7–5), [12–10] |

## Rezultate la turneele de Mare Șlem
| Turneu          | 2016 | 2017 | 2018 | W–L |
| --------------- | ---- | ---- | ---- | --- |
| Australian Open | Q2   | A    | 2R   | 1-1 |
| French Open     | A    | Q2   |      | 0-0 |
| Wimbledon       | A    | Q3   |      | 0-0 |
| US Open         | A    | Q3   |      | 0-0 |
| Total           | 0-0  | 0-0  | 1-1  | 1-1 |